# Rui Coentrão
Rui Abel Maia Coentrão (sinh ngày 25 tháng 7 năm 1992 ở Vila do Conde) là một cầu thủ bóng đá người Bồ Đào Nha thi đấu cho Varzim S.C. ở vị trí hậu vệ trái hoặc tiền vệ chạy cánh trái.